# Кульчановский, Николай Николаевич
Никола́й Николаевич Кульчано́вский (укр. Микола Кульчановсьский Миколайович; 13 ноября 1985, Краснодон, Ворошиловградская область, Украинская ССР, СССР — 26 апреля 2025, Украина) — военный деятель самопровозглашённой Луганской Народной Республики, Позывной «Эфиоп». Командир танковой роты 6-го отдельного гвардейского казачьего мотострелкового полка имени Матвея Платова 2-го армейского корпуса Народной милиции ЛНР, гвардии капитан, Герой Луганской Народной Республики (2022).

## Биография
Родился 13 ноября 1985 года в городе Краснодоне Ворошиловградской области.
Окончил школу, работал на шахте. В Народной милиции ЛНР с 2014 года, увольнялся только на пять месяцев.
Военную службу начинал с пехоты, потом перешёл в танкисты. Принимал участие в Чернухино-Дебальцевской операции.
С 2015 года проходит службу в 1-м казачьем полку имени Матвея Платова, дислоцированном в городе Стаханов.
16 марта 2022 года, указом Главы Луганской Народной Республики Николаю Кульчановскому присвоено звание Героя Луганской Народной Республики за «героизм и мужество», проявленные в ходе боевых действий при вторжении России на Украину. На торжественной церемонии, прошедшей 17 марта 2022 года в городе Стаханов, ему был вручён знак особого отличия — медаль «Золотая Звезда».
29 апреля 2025 года было сообщено, что Николай Кульчановский погиб в результате выполнения боевого задания.

## Награды
- Герой Луганской Народной Республики (16 марта 2022 г., медаль «Золотая Звезда» № 002).